# 15.º Exército (Alemanha)
A 15ª Exército (em alemão:15. Armee) foi um exército de campo alemão durante a Segunda Guerra Mundial.

## Comandantes
| Comandante                                             | Data                                            |
| ------------------------------------------------------ | ----------------------------------------------- |
| Generaloberst Curt Haase                               | 15 de fevereiro de 1941 - 1 de dezembro de 1942 |
| Generaloberst Heinrich von Viettinghoff genannt Scheel | 1 de dezembro de 1942 - 1 de agosto de 1943     |
| Generaloberst Hans von Salmuth                         | 1 de agosto de 1943 - 23 de agosto de 1944      |
| General der Infanterie Gustav-Adolf von Zangen         | 23 de agosto de 1944 - 13 de abril de 1945      |

## Chiefs of Staff
| Oberst Maximilian Grimmeiß     | 15 de janeiro de 1941 - 21 de novembro de 1941 |
| Generalmajor Heinz Ziegler     | 9 de dezembro de 1941 - 1 de abril de 1942     |
| Generalmajor Rolf Wuthmann     | 1 de abril de 1942 - 30 de abril de 1942       |
| Generalleutnant Rudolf Hofmann | 1 de maio de 1942 - 6 de novembro de 1944      |
| Oberst Wolf von Kahlden        | 6 de novembro de 1944 - 10 de março de 1945    |
| Oberst Walter Reinhard         | 15 de março de 1945 - 13 de abril de 1945      |

## Oficiais de operações
| Oberst Werner Ehrig         | 15 de janeiro de 1941 - 15 de novembro de 1942 |
| Oberstleutnant Werner Wolff | 15 de novembro de 1942 - 24 de outubro de 1943 |
| Oberst Georg Metzke         | 24 de outubro de 1943 - 10 de janeiro de 1945  |
| Oberst Hans-Heinrich Kuban  | 18 de janeiro de 1945 - 5 de março de 1945     |
| Oberst Albert Jaster        | 5 de março de 1945 - 13 de abril de 1945       |